# Mureaumont
Mureaumont est une commune française située dans le département de l'Oise en région Hauts-de-France.

## Géographie

### Localisation
La commune de Mureaumont est village-rue qui se situe à l'extrémité ouest - nord-ouest du département de l'Oise, en proche du département de la Seine-Maritime.
Mureaumont est située à 4 km de Formerie, à 11 km de Songeons, à 14 km de Grandvilliers, à 18 km d'Aumale, à 22 km de Gournay-en-Bray et à 34 km de Beauvais.

### Communes limitrophes
| Boutavent | Monceaux-l'Abbaye  | Saint-Arnoult |
|           | Mureaumont         | Omécourt      |
| Campeaux  | Ernemont-Boutavent | Loueuse       |

### Habitat
En 1999, 91,3 % des résidents de la commune étaient propriétaires de leurs logements (contre 60,4 % pour le département) et 6,5 % étaient locataires (contre 35,8 %).

### Hydrographie
La commune est située dans le bassin Seine-Normandie. Elle n'est drainée par aucun cours d'eau,.

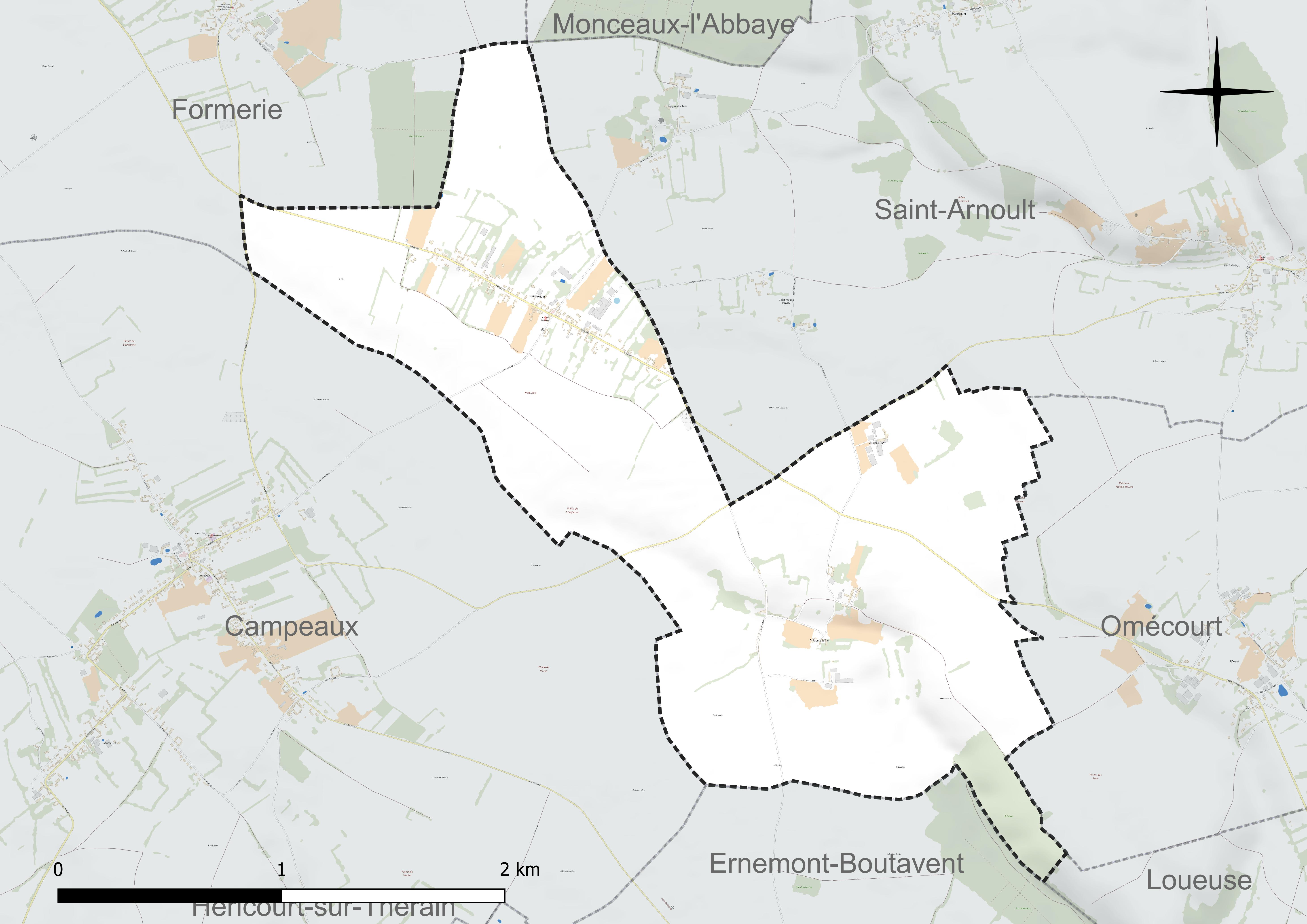
Réseau hydrographique de Mureaumont.

### Climat
Pour des articles plus généraux, voir Climat des Hauts-de-France et Climat de l'Oise.
En 2010, le climat de la commune est de type climat océanique dégradé des plaines du Centre et du Nord, selon une étude du CNRS s'appuyant sur une série de données couvrant la période 1971-2000. En 2020, Météo-France publie une typologie des climats de la France métropolitaine dans laquelle la commune est exposée à un climat océanique et est dans la région climatique  Côtes de la Manche orientale, caractérisée par un faible ensoleillement (1 550 h/an) ; forte humidité de l'air (plus de 20 h/jour avec humidité relative > 80 % en hiver), vents forts fréquents. 
Pour la période 1971-2000, la température annuelle moyenne est de 9,7 °C, avec une amplitude thermique annuelle de 14 °C. Le cumul annuel moyen de précipitations est de 875 mm, avec 12,9 jours de précipitations en janvier et 9 jours en juillet. Pour la période 1991-2020, la température moyenne annuelle observée sur la station météorologique la plus proche, située sur la commune de Saint-Arnoult à 3 km à vol d'oiseau, est de 10,4 °C et le cumul annuel moyen de précipitations est de 797,2 mm,. Pour l'avenir, les paramètres climatiques de la commune estimés pour 2050 selon différents scénarios d'émission de gaz à effet de serre sont consultables sur un site dédié publié par Météo-France en novembre 2022.
| Mois                                  | jan.          | fév.           | mars           | avril         | mai           | juin          | jui.          | août         | sep.          | oct.          | nov.          | déc.           | année     |
| ------------------------------------- | ------------- | -------------- | -------------- | ------------- | ------------- | ------------- | ------------- | ------------ | ------------- | ------------- | ------------- | -------------- | --------- |
| Température minimale moyenne (°C)     | 1,1           | 1,2            | 2,7            | 4,5           | 7,4           | 10,5          | 12,3          | 12,4         | 10            | 7,9           | 4,5           | 1,7            | 6,3       |
| Température moyenne (°C)              | 3,5           | 4              | 6,5            | 9,6           | 12,4          | 15,8          | 17,9          | 17,7         | 14,9          | 11,4          | 7,1           | 4,1            | 10,4      |
| Température maximale moyenne (°C)     | 6             | 6,9            | 10,3           | 14,6          | 17,5          | 21,2          | 23,4          | 23           | 19,8          | 15            | 9,8           | 6,5            | 14,5      |
| Record de froid (°C) date du record   | −13 18.01.13  | −12,6 12.02.12 | −11,5 04.03.05 | −4,5 07.04.08 | −0,8 06.05.19 | 2,5 14.06.05  | 5 31.07.07    | 4,9 21.08.14 | 2,4 30.09.18  | −3,8 29.10.03 | −5,4 30.11.16 | −12,1 26.12.10 | −13 2013  |
| Record de chaleur (°C) date du record | 14,1 09.01.15 | 17,9 27.02.19  | 23,2 31.03.21  | 25,7 20.04.18 | 29,7 27.05.05 | 34,6 21.06.17 | 40,6 25.07.19 | 37 09.08.20  | 33,1 09.09.23 | 28,5 01.10.11 | 18,5 08.11.15 | 16,6 30.12.22  | 40,6 2019 |
| Précipitations (mm)                   | 75,3          | 63,3           | 65,8           | 45,8          | 68,1          | 53,2          | 58,7          | 70,2         | 50,8          | 70,4          | 78,5          | 97,1           | 797,2     |

## Urbanisme

### Typologie
Au 1er janvier 2024, Mureaumont est catégorisée commune rurale à habitat dispersé, selon la nouvelle grille communale de densité à sept niveaux définie par l'Insee en 2022.
Elle est située hors unité urbaine. Par ailleurs la commune fait partie de l'aire d'attraction de Beauvais, dont elle est une commune de la couronne,. Cette aire, qui regroupe 162 communes, est catégorisée dans les aires de 50 000 à moins de 200 000 habitants,.

### Occupation des sols
L'occupation des sols de la commune, telle qu'elle ressort de la base de données européenne d'occupation biophysique des sols Corine Land Cover (CLC), est marquée par l'importance des territoires agricoles (91,8 % en 2018), une proportion identique à celle de 1990 (91,8 %). La répartition détaillée en 2018 est la suivante : 
terres arables (67,6 %), prairies (24,2 %), zones urbanisées (5,2 %), forêts (3 %). L'évolution de l'occupation des sols de la commune et de ses infrastructures peut être observée sur les différentes représentations cartographiques du territoire : la carte de Cassini (XVIIIe siècle), la carte d'état-major (1820-1866) et les cartes ou photos aériennes de l'IGN pour la période actuelle (1950 à aujourd'hui).

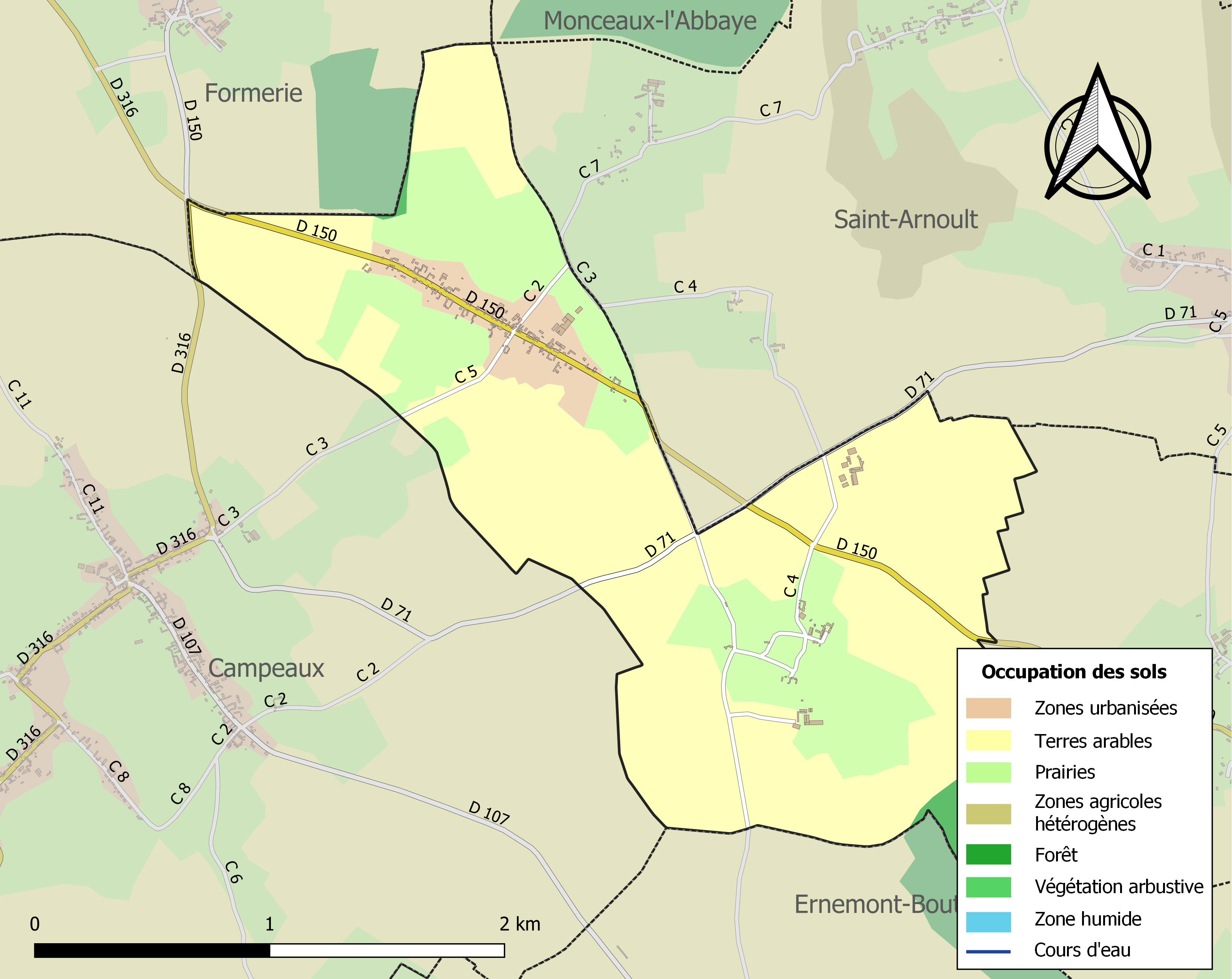
Carte des infrastructures et de l'occupation des sols de la commune en 2018 (CLC).

### Voies de communication et transports
Mureaumont est accessible par la route départementale 919 (ex-route nationale 319).
La gare la plus proche est celle d'Abancourt desservie par des trains TER Normandie circulant entre les gares d'Amiens et de Rouen-Rive-Droite et par des trains TER Hauts-de-France circulant entre les gares d'Amiens et de Lille-Flandres ainsi qu'entre les gares de Beauvais et du Tréport - Mers.
La commune est desservie, en 2023, par les lignes 612, 6103, 6113 et 6150 du réseau interurbain de l'Oise.
Mureaumont est située à 35 km de l'aéroport de Paris Beauvais Tillé. Il n'existe aucune liaison directe entre la commune et l'aéroport par des transports en commun.

## Toponymie
Le nom de la localité est attesté sous les formes Franco de Murelli monte (XIe) ; Murelmont (1169) ; Murelli mons (1270) ; Murraumont (1275) ; Meuriaulmons (1395) ; Meuriaulmont (1395) ; Meriaumont (1420) ; Muriaumont (1454) ; Miraumont (1454) ; Myraulmont (XVIe) ; Moirmont (1667) ; Mureaumont (1840).

De l'oïl murel « murailles qui protègent une ville , un château » et mont.

## Histoire
En 1841 : la commune de Mureaumont, instituée lors de la Révolution française, absorbe le hameau de Colagnies-le-Bas, qui avait été réuni à Saint-Arnoult en 1826.

## Politique et administration

### Rattachements administratifs et électoraux
La commune se trouve dans l'arrondissement de Beauvais du département de l'Oise. Pour l'élection des députés, elle fait partie depuis 2012 de la deuxième circonscription de l'Oise.
Elle faisait partie depuis 1793 du canton de Formerie. Dans le cadre du redécoupage cantonal de 2014 en France, elle rejoint le canton de Grandvilliers.

### Intercommunalité
Mureaumont fait partie, comme quatre-vingt-huit autres communes, de la communauté de communes de la Picardie Verte qui correspond à l'ensemble des communes des cantons de Formerie, Grandvilliers et Marseille-en-Beauvaisis, ainsi que certaines communes du canton de Songeons.
La commune fait également partie du « Grand Beauvaisis », l'un des seize pays à constituer le « Pays de Picardie ».

### Liste des maires
| Période                                  | Période                    | Identité               | Étiquette | Qualité                        |
| ---------------------------------------- | -------------------------- | ---------------------- | --------- | ------------------------------ |
| Les données manquantes sont à compléter. |                            |                        |           |                                |
| avant 1981                               | ?                          | Joseph Hemeryck        |           |                                |
| 1995                                     | 2008                       | Georges De Brackeleire |           | Agriculteur                    |
| 2008                                     | En cours (au 17 juin 2020) | Alain Degry            |           | Réélu pour le mandat 2020-2026 |

## Population et société

### Démographie

#### Évolution démographique
L'évolution du nombre d'habitants est connue à travers les recensements de la population effectués dans la commune depuis 1793. Pour les communes de moins de 10 000 habitants, une enquête de recensement portant sur toute la population est réalisée tous les cinq ans, les populations de référence des années intermédiaires étant quant à elles estimées par interpolation ou extrapolation. Pour la commune, le premier recensement exhaustif entrant dans le cadre du nouveau dispositif a été réalisé en 2006.

En 2022, la commune comptait 140 habitants, en évolution de −7,89 % par rapport à 2016 (Oise : +0,87 %, France hors Mayotte : +2,11 %).
| 1793 | 1800 | 1806 | 1821 | 1831 | 1836 | 1841 | 1846 | 1851 |
| ---- | ---- | ---- | ---- | ---- | ---- | ---- | ---- | ---- |
| 218  | 228  | 220  | 253  | 237  | 336  | 334  | 323  | 308  |

| 1856 | 1861 | 1866 | 1872 | 1876 | 1881 | 1886 | 1891 | 1896 |
| ---- | ---- | ---- | ---- | ---- | ---- | ---- | ---- | ---- |
| 305  | 292  | 264  | 254  | 276  | 254  | 253  | 224  | 214  |

| 1901 | 1906 | 1911 | 1921 | 1926 | 1931 | 1936 | 1946 | 1954 |
| ---- | ---- | ---- | ---- | ---- | ---- | ---- | ---- | ---- |
| 185  | 200  | 183  | 184  | 212  | 196  | 191  | 180  | 178  |

| 1962 | 1968 | 1975 | 1982 | 1990 | 1999 | 2006 | 2011 | 2016 |
| ---- | ---- | ---- | ---- | ---- | ---- | ---- | ---- | ---- |
| 146  | 139  | 133  | 105  | 115  | 110  | 152  | 145  | 152  |

| 2021 | 2022 | - | - | - | - | - | - | - |
| ---- | ---- | - | - | - | - | - | - | - |
| 146  | 140  | - | - | - | - | - | - | - |

#### Pyramide des âges
La population de la commune est relativement jeune.
En 2018, le taux de personnes d'un âge inférieur à 30 ans s'élève à 32,9 %, soit en dessous de la moyenne départementale (37,3 %). À l'inverse, le taux de personnes d'âge supérieur à 60 ans est de 25,6 % la même année, alors qu'il est de 22,8 % au niveau départemental.
En 2018, la commune comptait 79 hommes pour 77 femmes, soit un taux de 50,64 % d'hommes, légèrement supérieur au taux départemental (48,89 %).
Les pyramides des âges de la commune et du département s'établissent comme suit.
| Hommes | Classe d’âge | Femmes |
| ------ | ------------ | ------ |
| 1,3    | 90 ou +      | 2,7    |
| 6,5    | 75-89 ans    | 8,0    |
| 16,9   | 60-74 ans    | 16,0   |
| 24,7   | 45-59 ans    | 22,7   |
| 20,8   | 30-44 ans    | 14,7   |
| 10,4   | 15-29 ans    | 20,0   |
| 19,5   | 0-14 ans     | 16,0   |

| Hommes | Classe d’âge | Femmes |
| ------ | ------------ | ------ |
| 0,5    | 90 ou +      | 1,4    |
| 5,5    | 75-89 ans    | 7,6    |
| 15,6   | 60-74 ans    | 16,3   |
| 20,8   | 45-59 ans    | 20     |
| 19,4   | 30-44 ans    | 19,4   |
| 17,6   | 15-29 ans    | 16,2   |
| 20,6   | 0-14 ans     | 19,1   |

### Services publics et commerces
Mureaumont ne comporte aucun service public (école, bureau de poste, pompier…), à l'exception de la mairie, ni commerce (pharmacie, bar…).

## Culture locale et patrimoine

### Lieux et monuments
- Église Saint-Christophe du XIXe siècle, avec un chœur polygonal.
- Village fleuri : quatre fleurs ont été renouvelées en 2007 par le Conseil National des Villes et Villages Fleuris de France mais en 2014, par cause financière, la commune s'est retirée du concours et ne possède plus le label[26],[27].